# Tipula (Vestiplex) hadrostyla
Tipula (Vestiplex) hadrostyla is een tweevleugelige uit de familie langpootmuggen (Tipulidae). De soort komt voor in het Oriëntaals gebied.